# Adieu (Stockhausen)
Pour les articles homonymes, voir Adieu.
Adieu für Wolfgang Sebastian Meyer, Nr. 21, est un quintette à vent (flûte, hautbois, clarinette, basson et cor) de Karlheinz Stockhausen. Composé en 1966 à la mémoire de Wolfgang Sebastian Meyer, organiste mort à 29 ans dans un accident de voiture, fils du hautboïste Wilhelm Meyer commanditaire et créateur de l'œuvre, le quintette est créé officieusement le 30 janvier 1967 à Calcutta, mais la création officiellement reconnue est le 10 février 1967 a Tokyo. C'est le deuxième des trois quintettes à vent par Stockhausen. Le premier est Zeitmasse pour cinq bois (1955–56), et le troisième est le Quintette à vent « Rotary » – un extrait de Michaelion (1997), la scène finale de l'opéra Mittwoch aus Licht (Mercredi de Lumière).

## Analyse
Œuvre qui exige des interprètes une participation active fondée sur l'interprétation subjective et l'invention personnelle thématique ou mélodique, elle est structurée en quatre sections de séquences harmoniques régies par des nombres de la suite de Fibonacci dans lesquelles le compositeur indique des attitudes de jeu. Les indications sont de plusieurs ordres, instrumental : individuel (jouer indépendamment des autres), en groupe (combinaison définie d'instruments), synchrone (tous les instruments en même temps), d'ordre sonore : glissandos, trilles, syncopes crescendo, d'ordre rythmique : indications de tempo.
- Durée d'exécution : entre onze et seize minutes.

## Discographie
- Stockhausen : Kreuzspiel, Kontra-Punkte, Zeitmaße, Adieu. London Sinfonietta (Sebastian Bell, flûte ; Janet Craxton, hautbois, Antony Pay, clarinette, John Butterworth, cor, William Waterhouse, basson), dirigé par Karlheinz Stockhausen. Enregistrement LP. DG 2530 443. Hambourg : Deutsche Grammophon, 1974. Adieu été réédité sur CD, avec Kontra-Punkte, Zeitmaße et Stop, sur Stockhausen-Gesamtedition CD 4. Kürten : Stockhausen-Verlag, 2002.
- Quintette Moraguès : Ligeti, Villa-Lobos, Barber, Hindemith, Stockhausen. Michel Moraguès, flûte ; David Walter, hautbois ; Pascal Moraguès, clarinette ; Pierre Moraguès, cor ; Patrick Vilaire, basson. Enregistrée en octobre 1991. Enregistrement CD. Auvidis VALOIS V 4639. [France] : Auvidis France, 1992.
- German Wind Quintets. Quintette Aquilon (Marion Ralincourt, flûte ; Claire Sirjacobs, hautbois ; Stéphanie Corre, clarinette ; Marianne Tilquin, cor ; Gaëlle Habert, basson), dirigé par Clément Mao-Takacs. Stockhausen : Adieu ; Klughardt : Bläserquintett C-Dur, Op. 79 ; Hindemith : Kleine Kammermusik, Op. 24, No. 2 ; Eisler : Divertimento, Op. 4. Enregistrée à Siemensvilla, Berlin-Lankwitz, 13–16 août 2012. Enregistrement CD, 1 disque, numérique, 12 cm, stéréophonique. Delta Classics 90 094. Frechen : Delta Music & Entertainment GmbH & Co. KG, 2013.